# 武藤勝彦 (官僚)
武藤 勝彦（むとう かつひこ、1895年（明治28年）2月7日 - 1966年（昭和41年）8月16日）は、参謀本部陸地測量部の測量官を務めた陸軍技師、内務官僚。地理調査所長を経て初代国土地理院長を務めた。

## 経歴
埼玉県本庄市出身。1915年（大正4年）旧制埼玉県立熊谷中学校卒業後、第八高等学校から大学予科第二部乙類を経て1922年（大正11年）3月31日東京帝国大学理学部物理学科卒業後、同年9月11日山形高等学校教授に任官（高等官七等）。陸軍工兵曹長を経て、1925年（大正14年）5月18日陸地測量師に任官し陸地測量部付となる。1926年（大正15年）3月31日陸軍工兵少尉に昇進し、1930年（昭和5年）4月1日後備役編入となる。1938年（昭和13年）8月16日理学博士（京都帝国大学）。
終戦を受け陸地測量部解体後、1945年（昭和20年）12月27日内務技師（高等官二等）として地理調査所長を命ぜられ、1960年（昭和35年）7月1日地理調査所から改称した国土地理院の初代院長に就任。1961年（昭和36年）3月31日に国土地理院長を退官後は日本道路公団顧問、日本測量協会顧問を経て、日本測量協会会長を務めた。
1966年（昭和41年）8月16日に死去し、没後従三位に叙せられた。

## 栄典
- 1922年（大正11年）9月30日 - 従七位[13]
- 1928年（昭和3年）7月16日 - 正七位[14]
- 1933年（昭和8年）7月1日 - 従六位[15]
- 1934年（昭和9年）4月29日 - 昭和六年乃至九年事変従軍記章[16]
- 1937年（昭和12年）11月9日 - 勲六等瑞宝章[17]
- 1938年（昭和13年）7月15日 - 正六位[18]
- 1939年（昭和14年）6月17日 - 勲五等瑞宝章[19]
- 1940年（昭和15年）11月10日 - 紀元二千六百年祝典記念章[20]
- 1941年（昭和16年）12月1日 - 従五位[21]
- 1965年（昭和40年）11月3日 - 勲二等旭日重光章[22]
- 1966年（昭和41年）8月16日 - 正四位[11]
- 1966年（昭和41年）8月16日 - 従三位[12]

## 親族
- 義兄 熱海景良（陸軍中佐）

## 著作
- 武藤勝彦『地圖の話』岩波書店、東京〈少國民のために〉、1942年。